# Исак Кисе Телин
Исак Кисе Телин (швед. Isaac Kiese Thelin; 24. јун 1992) шведски је фудбалер и репрезентативац.

## Каријера
Рођен је 24. јуна 1992. године у граду Еребру. Поникао је у фудбалском клубу Карлслундс. Дебитовао је 2009. године за први тим Карлслундса, у којем је провео две сезоне, играјући на 44 првенствених мечева. Највећи део времена проведеног у тиму био је стандардни првотимац.
Његове добре партије привукле су пажњу клуба Норчепинг, којем се придружио 2011. године. Играо је за екипу Норчепинга у наредне три сезоне.
Године 2014. потписао је уговор на годину дана са клубом Малме. Од 2015. године игра за Бордо. Играо је на 29 утакмица за „Жиродинце” у француском првенству.
Од 2017. године, игра у Белгији, где је бранио боје Андерлехта, а лета исте године је био на позајмици у Беверену.

## Репрезентација
Године 2014. дебитовао је на званичним утакмицама за сениорску репрезентацију Шведске. У мају 2018. године, био је уврштен у састав Шведске на Светском првенству у Русији 2018. године.

## Голови за репрезентацију
Голови Телина у дресу са државним грбом
| #  | Датум              | Место      | Противник  | Гол | Резултат | Такмичење                                |
| -- | ------------------ | ---------- | ---------- | --- | -------- | ---------------------------------------- |
| 1. | 15. новембар 2016. | Будимпешта | Мађарска   | 2:0 | 2:0      | Пријатељска                              |
| 2. | 25. март 2017.     | Стокхолм   | Белорусија | 4:0 | 4:0      | Квалификације за Светско првенство 2018. |

## Трофеји
Малме
- Алсвенскан: 2014.
- Суперкуп Шведске: 2014.

Андерлехт
- Првенство Белгије: 2017.[4]
- Суперкуп Белгије: 2017.